# Artūrs Skrastiņš
Artūrs Skrastiņš (Jelgava, RSS de Letònia, 18 de setembre de 1974) és un actor de cinema, teatre i televisió letó. En el món del teatre, des de 1996, actua al Teatre Dailes. També ha participat en diverses pel·lícules.
L'any 1998 fou premiat amb el Premi Nacional Letó Lielais Kristaps al millor actor per la seva interpretació a la pel·lícula Likteņdzirnas. A nivell teatral, va rebre en dues ocasions el premi Spēlmaņu nakts gada aktieris, que s'atorga anualment al millor actor de teatre. La primera vegada fou l'any 2006, i de forma ex aequo, per Spilvencilvēks, Naži vistās, i la segona vegada l'any 2013 per Finita la comedia!, ambdues obres interpretades al Teatre Dailes de Riga.

## Filmografia
| Any  | Pel·lícula                  | Paper                 | Data d'estrena      | Notes |
| ---- | --------------------------- | --------------------- | ------------------- | ----- |
| 1997 | Likteņdzirnas               | Beisiks               | 1997                |       |
| 2000 | Vecās pagastmājas mistērija |                       | 2000                |       |
| 2000 | Baiga vasara                | Roberts               | 2000                |       |
| 2004 | Ūdensbumba resnajam runcim  | Pare                  | 4 de març 2004      |       |
| 2007 | Rīgas sargi                 | Jēkabs                | 11 de novembre 2007 |       |
| 2009 | Mazie laupītāji             | Guàrdia del banc      | 27 de març 2009     |       |
| 2009 | Rūdolfa mantojums           |                       | postproducció       |       |
| 2012 | Wallander                   | Coronel Jāzeps Pūtnis | juliol de 2012      |       |
| 2012 | Izmena                      |                       | setembre de 2012    |       |